# 狮子口村 (章丘市)
狮子口村,中华人民共和国山东省济南市章丘市水寨镇所辖的一个行政村。总人口1742，其中男性859人，女性883人；农业户口1722人，非农业人口20人；18岁以下人口404人，18-35岁人口431人，35-60岁人口676人，60岁以上人口231人（2006年）。耕地面积252公顷（2006年）。行政区划代码370181106220。